# Calendari revolucionari soviètic

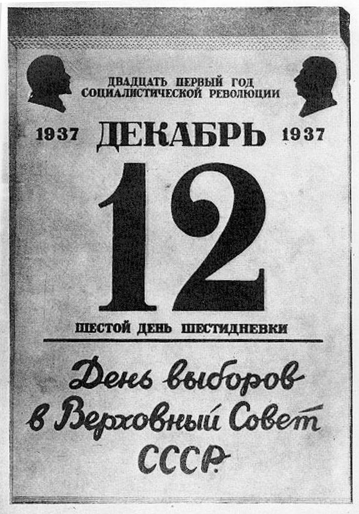
Pàgina del dia 12 de desembre de 1937 sisè dia de la setmana de sis dies, del calendari revolucionari soviètic.

El calendari revolucionari soviètic va ser usat a la Unió Soviètica des del 1929 fins al 1940.
Poc després de la Revolució Russa, el primer govern soviètic de Lenin va decretar l'abandó del calendari julià en favor del calendari gregorià, que ja es feia servir pràcticament a tot Europa. Aquest canvi va suposar que després del dia 1 de febrer de 1918 seguís el 13 de febrer.
A partir del dia 1 d'octubre de 1929 es va començar a usar una versió més "racionalitzada" del calendari. En aquesta versió, tots els mesos tenien 30 dies, i els 5 dies restants s'afegien entre mitjanes, sense pertànyer a cap mes ni a cap setmana. Aquests dies eren:
- Dia de Lenin, un dia després del 30 de gener.
- Dies del treball, el dia que seguís al 30 d'abril.
- Dies de la Indústria, l'endemà passat del 7 de novembre.
- En els anys de traspàs, un dia extra després del 30 de febrer. (2 de març del calendari gregorià)

La setmana de set dies es va reemplaçar per una de cinc dies. Es va eliminar el diumenge, tradicional dia de descans setmanal cristià i en el seu lloc, es va organitzar els treballadors en cinc grups, als quals es va assignar un color (groc, rosa, vermell, morat i verd), tenint cada grup un dia diferent de la setmana per al descans. La intenció d'aquesta mesura era millorar la productivitat de la indústria, evitant la interrupció d'un dia no laborable. Potser els treballadors tinguessin més dies de descans amb aquest nou sistema (un de cada cinc, en comptes d'un de cada set), però la separació en cinc grups va fer més difícil la vida social i familiar, pel que es va tornar força impopular. A més a més, els beneficis econòmics d'una setmana més curta no es van veure reflectits en la realitat.
El calendari gregorià va seguir usant-se a la Unió Soviètica durant aquest període, com demostra la consulta de les dates de la portada del diari Pravda (òrgan oficial del PCUS), en el qual febrer solament té 28 dies en 1930 i 1931.
A partir de l'1 de desembre de 1931 es va tornar a la durada tradicional dels mesos, i es va implantar una setmana de sis dies, amb dia de descans comú, els dies 6, 12, 18, 24 i 30 de cada mes. El dia 31 es mantenia fora de la setmana, canviant entre dia festiu i laborable.
En la pràctica, eliminar el tradicional descans dominical es va revelar com una tasca difícil, prenent-se sovint el diumenge i el nou dia de descans. Finalment, el 1940, la vella setmana de set dies va ser restaurada.

## Traspàs del calendari julià al gregorià

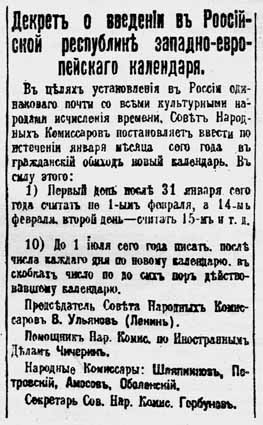
Decret de 1918 adoptant el "Calendari europeu de l'oest" (cliqueu-lo per veure una traducció en anglès).

El calendari gregorià va ser implementat a Rússia el 14 de febrer del 1918 deixant anar les "Julian dates" de l'1 al 13 de febrer del 1918 d'acord amb un decret de Sovnarkom signat el 24 de gener de 1918 (Julian) per Vladimir Lenin. El decret requeria que la data juliana estigués escrita entre parèntesis després de la data gregoriana fins a l'1 de juliol de 1918. Tots els exemples supervivents dels calendaris físics del 1929-1940 mostren les longituds mensuals del calendari gregorià (com les que apareixen aquí). La majoria dels calendaris mostren tots els dies d'un any gregorià com una graella amb set files o columnes per a la tradicional setmana de set dies amb el diumenge primer.

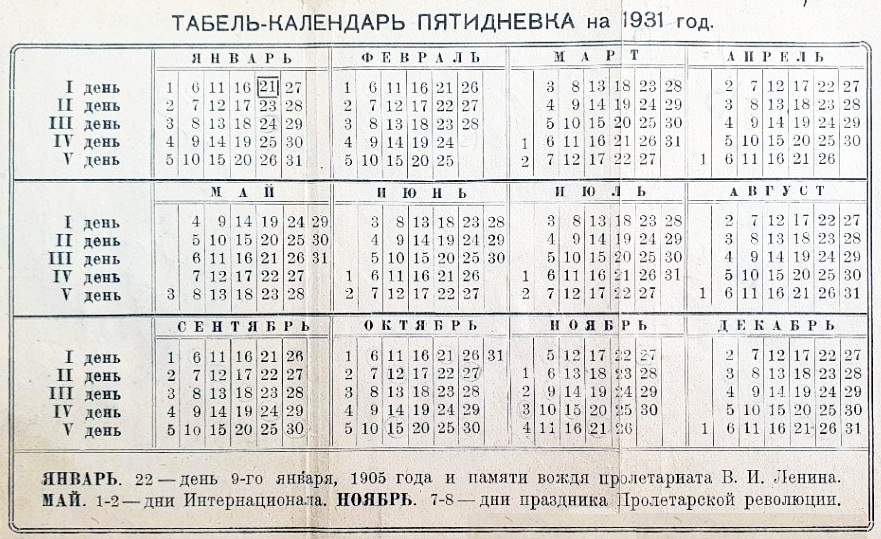
Calendari de butxaca soviètic, 1931. Numerats cinc dies laborables setmanals excloent cinc dies de festa nacional.

El calendari de butxaca de 1931 que es mostra aquí és un estrany exemple que exclou els cinc dies festius nacionals, permetent que els 360 dies restants del calendari gregorià es mostrin com una quadrícula amb cinc files anomenades I-V per cada dia de la setmana de cinc dies.
Fins i tot hi havia el calendari gregorià complet a l'altre costat. Al llarg d'aquest període, Pravda, el diari oficial del Partit Comunista i altres diaris van seguir utilitzant les dates del calendari gregorià a les seves capçaleres, juntament amb la setmana tradicional de set dies.

## Evolució
Poc després de la revolució russa, el primer govern soviètic de Lenin va decretar l'absència del calendari julià a favor del calendari gregorià, que ja s'utilitzava a pràcticament tot Europa. Aquest canvi va suposar que després del dia 1 de febrer de 1918 (segons l'antic calendari) seguís el 13 de febrer, suprimint del recompte oficial de dies a les onze jornades entre ambdues dates.
El calendari gregorià va implicar que la URSS mantingués un sistema de dates igual a la resta d'Europa, però al 1929 l'economista soviètic Yuri Larin va proposar que es "racionalitzés" el calendari a la Unió Soviètica, al·legant que era dolorós per a la economia nacional que existís un mateix dia de descans per a tota la classe obrera, postulant la necessitat de fixar dies de descans "diferenciats" per a obtenir una major productivitat a menors costos, següent que amb una reforma del calendari la URSS sempre tindria treballadors en actiu, en algun sector de la economia, tots els dies de l'any.
La proposta de Larin va ser aprovada pel govern soviètic i des del dia 1 d'octubre de 1929 es va començar a utilitzar una versió més "racionalitzada" del calendari. En aquesta versió, el calendari gregorià estava dividit en dotze mesos, cada mes tenia tan sols 30 dies, i els 5 dies restants s'afegirien entre cada trimestre, però sense ser part de cap més ni a cap setmana. Aquests dies eren:
- Diumenge Sagnant i commemoració de la mort de Lenin, 22 de gener.
- Dies de la Internacional equivalent al dia del treballador, dos dies després del 30 d'abril.
- Dies de la Revolució Proletària, dos dies després del 7 de novembre.
- En els anys de traspàs, un dia extra després del 30 de febrer.

La setmana de set dies es va reemplaçar a la indústria per una de cinc dies, de forma que cada mes contingués sis setmanes exactes. Es va eliminar el caràcter festiu del diumenge, tradicional dia de descans cristià, i en el seu lloc es va organitzar als treballadors de les diverses activitats econòmiques en cinc grups, a els que se'ls va assignar un color (groc, rosa, vermell, morat i verd), tenint cada grup un dia diferent de la setmana per a el descans. La intenció d'aquesta mesura era millorar la productivitat de la indústria, evitant la interrupció de les activitats que implicava la presència d'un mateix dia no laboral per a tots els treballadors de la URSS.
Certament els treballadors soviètics van tenir més dies de descans sota aquest nou sistema (un de cada cinc, en comptes de un de cada set), i en comptes dels 52 antics descansos dominicals per any ara existien 72 dies a l'any de descans setmanal. Tot i així, la separació del proletariat en cinc grups per al descans va fer més difícil la vida quotidiana en els plans socials i familiars, a més de generar contratemps i molèsties per a coordinar activitats entre treballadors de diferents activitats econòmiques, impactant negativament fins i tot en les activitats de la burocràcia governant, per això es va tornar tant impopular. A més, els beneficis econòmics d'una setmana més curta (justificació essencial del nou sistema) no es van veure reflectits en la realitat, ja que no es va donar en evidència un augment de la productivitat ni es va acreditar cap estalvi en matèria primera ni hores d'home, sent, pel contrari els 72 dies de descans anuals generaven un efecte no desitjat.

### Implementació de setmanes de producció contínua

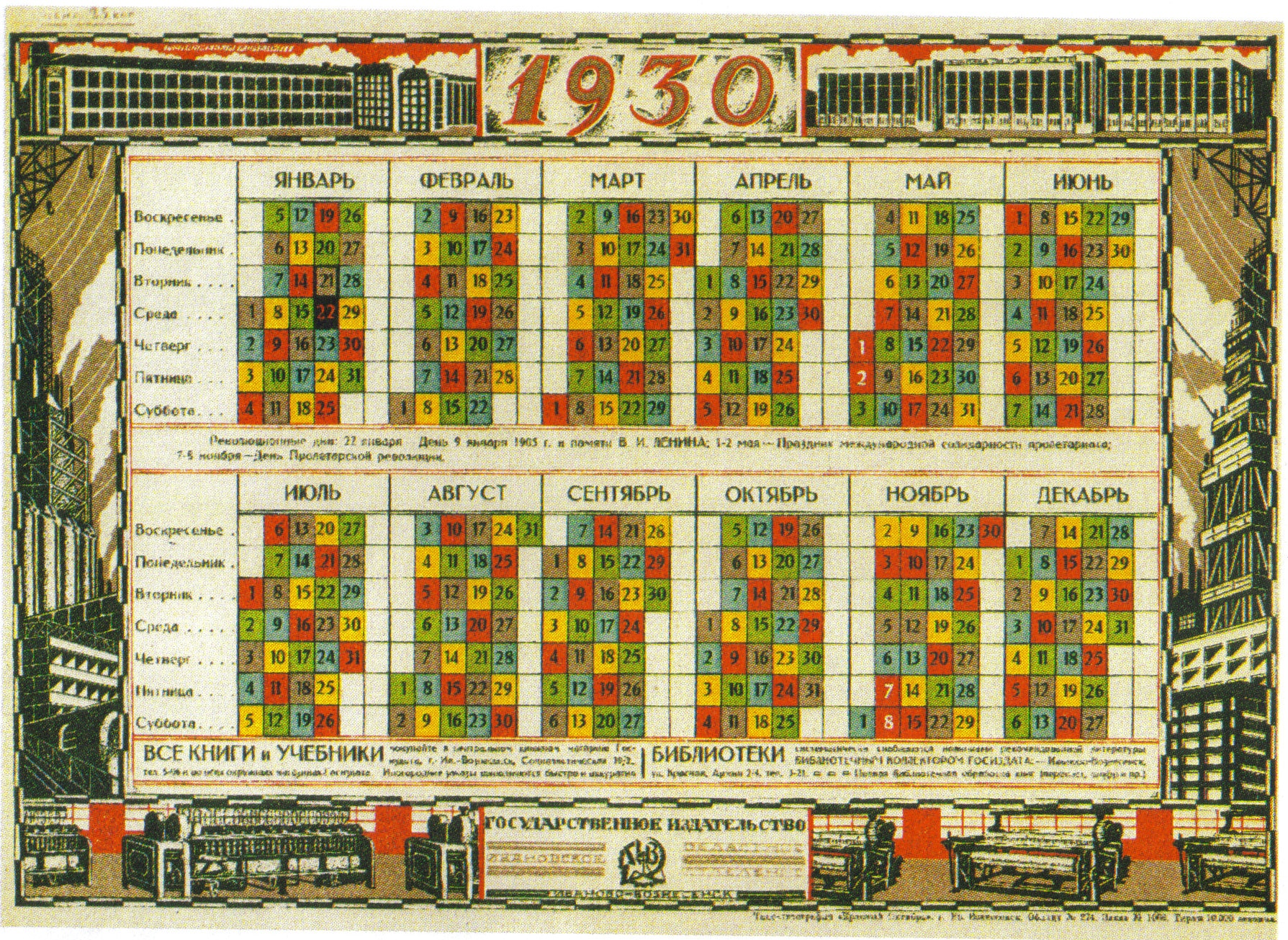
Calendari soviètic, 1930 Setmana laboral de cinc dies de colors. Dies agrupats en setmanes de set dies. Una festa nacional en negre, quatre amb números blancs

La durada específica de les setmanes de producció contínua es va esmentar per primera vegada quan es van publicar les normes per a la setmana laboral contínua de cinc dies el 24 September 1929 . El 23 October 1929 la construcció d'edificis i els oficis estacionals van passar a una setmana contínua de sis dies, mentre que les fàbriques que aturaven regularment la producció cada mes per manteniment van passar a setmanes de producció contínues de sis o set dies. El December 1929, es va informar que s'utilitzaven unes 50 versions diferents de la setmana laboral contínua, la més llarga de les quals era una «setmana» de 37 dies (30 dies continus de treball seguits de set dies de descans). A finals de 1929, es van emetre ordres que la setmana contínua s'ampliés al 43% dels treballadors industrials l' 1 April 1930 i al 67% l' 1 October 1930 . La conversió real va ser més ràpida, del 63% l' 1 April 1930 . El June 1930 es va decretar que la conversió de totes les indústries s'havia de completar durant l'exercici econòmic 1930–31, excepte la indústria tèxtil. Però l' 1 October 1930 es va assolir el pic d'ús, amb el 72,9% dels treballadors industrials en horaris continus. Després d'això, l'ús va disminuir. Totes aquestes xifres oficials estaven una mica inflades perquè algunes fàbriques van dir que havien adoptat la setmana contínua sense fer-ho realment. La setmana contínua també es va aplicar als treballadors del comerç minorista i del govern, però mai es van publicar xifres d'ús.
La setmana contínua va començar com un cicle de cinc dies, amb cada dia codificat per colors i marcat amb un símbol. La població es dividiria en tants grups, cadascun amb el seu propi dia de descans. Aquests cercles indicaven quan treballaves i quan descansaves.
El calendari gregorià va seguir utilitzant-se en la Unió Soviètica de forma paral·lela al "calendari revolucionari" durant aquest període, com ho mostra la consulta de les dates de la portada del diari Pravda (òrgan oficial del PCUS), on febrer només té 28 dies en 1930 i 1931. En les àrees rurals la costum popular del "descans cada set dies" va fer molt difícil imposar de manera eficaç el nou calendari, així com la diferent divisió del descans.

### Implementació de setmanes de sis dies

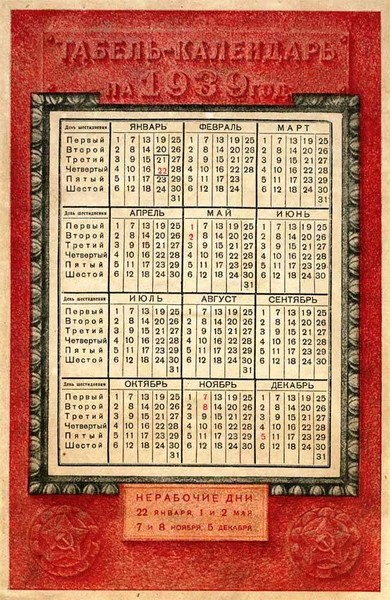
Calendari soviètic, 1939 Reutilitzable cada any (comú): només setmanes laborals de sis dies, dies indicats del "Primer" al "Sisè". Cada 31 és extra, el febrer és curt. Sis dies festius en vermell i llistats a continuació: afegit el 5 de desembre per a la Constitució de Stalin de 1936; caixa especial per al record del 21 de gener

Ja el maig de 1930, mentre que l'ús de la setmana contínua encara avançava, algunes fàbriques van tornar a una setmana interrompuda. El 30 April 1931, una de les fàbriques més grans de la Unió Soviètica va passar a una setmana laboral interrompuda de sis dies (Шестидневка = shestidnevka ). El 23 June 1931, Stalin va condemnar la setmana laboral contínua tal com es practicava aleshores, donant suport a l'ús temporal de la setmana interrompuda de sis dies (un dia de descans comú per a tots els treballadors) fins que es poguessin resoldre els problemes amb la setmana laboral contínua. Durant August 1931, la majoria de fàbriques van començar una setmana laboral interrompuda de sis dies com a resultat d'una entrevista amb el Comissari del Poble per al Treball, que va restringir severament l'ús de la setmana contínua. La conversió oficial a horaris no continus va ser decretada pel Sovnarkom de l'URSS una mica més tard, el 23 November 1931 Les institucions que atenien necessitats culturals i socials i les empreses dedicades a la producció contínua, com ara la fosa de minerals, estaven exemptes. Sovint s'afirma que la data d'entrada en vigor de la setmana laboral interrompuda de sis dies va ser 1 December 1931, però això només és el primer mes complet després de la "conversió oficial". La conversió massiva de l'estiu de 1931 va fer que aquesta data fos posterior als fets i algunes indústries van continuar utilitzant setmanes contínues. Les últimes xifres disponibles indiquen que l' 1 July 1935 el 74,2% de tots els treballadors industrials tenien horaris no continus (gairebé totes les setmanes de sis dies), mentre que el 25,8% encara tenien horaris continus. A causa d'un decret del 26 June 1940, la tradicional setmana interrompuda de set dies amb el diumenge com a dia de descans comú es va reintroduir el 27 June 1940.

## Canvis i extinció
A partir de l'1 de desembre de 1931, el govern soviètic disposat a retornar a la duració tradicional dels mesos (de 31, 30, o 28 dies), i es va implantar una nova "setmana de sis dies", amb una jornada setmanal de descans comú per a tota la població, descans a ser observat els dies 6, 12, 18, 24 i 30 de cada mes. El dia 31 es mantenia fora de la setmana, canviant entre dia festiu i laboral.
A la pràctica, eliminar el tradicional descans dominical es va revelar una feina difícil tot i els canvis instaurats, prenent-se de forma freqüent com a data no laboral el diumenge tradicional junt amb el nou dia de descans. Finalment, en març de 1940, la vella setmana de set dies va ser restaurada definitivament pel govern de la URSS, instaurant com a dia de descans usual el diumenge (o el dissabte per a certes activitats).

## Mesos de 30 dies erronis
Moltes fonts afirmen erròniament que les setmanes laborals de cinc i sis dies es van agrupar en mesos de 30 dies.
El 1929, un article de la revista Time de 1929 informava de la setmana soviètica de cinc dies feiners, que anomenava "calendari etern", i l'associava amb el calendari republicà francès, que tenien mesos que contenien tres setmanes de deu dies. Al febrer del 1930, una comissió governamental proposà un "calendari revolucionari soviètic" que contenia dotze mesos de 30 dies, més cinc dies de festa nacional que no formaven part de qualsevol mes, però va ser rebutjat perquè es diferenciaria del calendari gregorià utilitzat per la resta d'Europa. És per això que moltes fonts indiquen que cada mes constava de trenta dies, i per tant, a la Unió Soviètica, el 1930 i 1931, hi va haver un dia 30 de febrer.
Quatre articles del Journal of Calendar Reform (1938, 1940, 1943, 1954) consideraven que les setmanes de cinc dies en realitat es recollien en mesos 30-dies, igual que diverses fonts modernes.